# Echinococcosi cistica
L'echinococcosi cistica (o idatidosi cistica) è un'antropo-zoonosi parassitaria causata dalla forma larvale di Echinococcus granulosus.

## Storia
- Nel Talmud babilonese è segnalato il rinvenimento di cisti idatidee nelle viscere degli animali sacrificati durante i riti religiosi.
- Ippocrate nel IV secolo a.C., nel libro sulle “Affezioni interne”, descrisse cisti idatidee polmonari, che talvolta si rompevano nella cavità pleurica, paragonandole a quelle degli animali, nei quali si producevano “...nel polmone, tumori contenenti acqua”. Non si rese conto della loro natura parassitaria.
- Nel I secolo d.C., Areteo di Cappadocia descrisse l'idatidosi cistica epatica, come una “...particolare specie d'idrope riconoscibile per certe piccole vescicole molto spesse, ripiene d'umore, che si manifestano dove suole comparire l'ascite “. Anch'egli non ne riconobbe la natura parassitaria.
- Nel 1683 Edward Tyson osservò nell'omento e nella pelvi d'una gazzella numerose cisti idatidee (hydatides), membrane piene di liquido trasparente, della grandezza d'un uovo di piccione, dentro alle quali era visibile una specie di corpo bianco con un orifizio all'estremità. Considerò la cisti una specie d'insetto nato nel corpo dell'animale e lo chiamò Lumbricus hydropicus, perché conteneva molta acqua.
- Nel 1687 Giovanni Caldesi, allievo di Francesco Redi, in una lettera al suo maestro, descrisse una grossa cisti idatidea nel fegato di un manzo, dalla quale, aperta, “...uscì fuora una grandissima quantità d'acqua limpidissima, chiara, alquanto salata, senza fetore”. Caldesi descrisse le tre membrane che componevano la parete della cisti, “...una esterna, aderente all'organo,  robusta, carnosa, muscolosa, composta di molte tuniche tutte assieme intessute con un ordine intricatissimo di fibre”. Poi osservò una “...tunica di mezzo, che appariva color doré”, con “...tenacemente attaccati alcuni pezzetti di materie ingessate”. Infine descrisse la “...tunica più interna, staccata totalmente dalle altre, floscissima e composta di più tuniche, tutte debolissime e sottili come le tele di ragno”.
- L'ipotesi che le cisti fossero stadi larvali di una specie di tenia fu proposta dal naturalista tedesco Pierre Simon Pallas, nel 1766.
- Nel 1853 Karl von Siebold, dando da mangiare fegato di montone infestato da cisti idatidee, a dei cani, vide che nell'intestino tenue di questi si sviluppava una piccola tenia, che chiamò Taenia echinococcus. Scoprì il ciclo dell'echinococco, dalla forma larvale nella cisti alla forma adulta nel cane.
- Nel 1862 Rudolph Leuckardt completò lo studio del ciclo producendo in alcuni suini cisti idatidee epatiche dopo aver loro somministrato delle proglottidi di echinococco.
- Nel 1863 Bernhard Naunyn trovò echinococchi adulti in cani nutriti con cisti idatidee umane.

## Eziologia
Echinococcus granulosus è un cestode (una piccola tenia), lungo dai 2 ai 7 mm, costituito dallo scolice, con 4 ventose e un rostello di uncini a duplice corona, dal collo e da tre proglottidi, una immatura, una matura e una gravida, dalla quale si liberano le uova. È ermafrodita: ogni proglottide è dotata di un apparato genitale maschile e di uno femminile e quindi si autofeconda. Le uova, del diametro di 30-40 micro-m, contengono ciascuna un embrione esacanto (oncosfera), e vengono eliminate con le feci dell'animale infestato.

## Epidemiologia
L'echinococcosi cistica è una parassitosi cosmopolita, ma è endemica nelle zone dove è più diffuso l'allevamento di ovini. Le regioni a maggiore prevalenza sono il bacino del Mediterraneo, i Balcani, il Medio Oriente e il Nord Africa, le regioni più meridionali del Sudamerica, l'Asia centrale, la Mongolia, il Xinjiang e il Tibet in Cina, l'Africa orientale (Turkana - Kenya). In Italia è presente nelle regioni meridionali e nelle Isole: in Italia si ha un'incidenza di 4 casi/100,000/anno, ma in Sardegna l'incidenza è di 20 casi/100,000/anno. Una regione è endemica se l'incidenza è maggiore di 10 casi/100,000/anno.

## Modalità di trasmissione e ciclo vitale
L'echinococco adulto vive nell'intestino tenue degli ospiti definitivi, canidi (cani, lupi, sciacalli, volpi, coyote) che si infestano cibandosi di visceri contaminati da cisti idatidee. Gli scolici (forme larvali) si fissano nei villi dell'intestino tenue e in 1-3 mesi diventano adulti. Un cane può essere infestato da centinaia di adulti, ognuno dei quali vive fino a un anno. Gli ospiti definitivi eliminano le uova del parassita con le feci, nell'ambiente. Per ogni echinococco adulto si libera una proglottide a settimana, ognuna delle quali può contenere fino a 1500 uova. Le uova si disperdono nel raggio di 80m e possono resistere fino a un anno, embrionate e infettanti. Le uova poi sono ingerite dagli ospiti intermedi, mammiferi erbivori, principalmente ovini, ma anche caprini, equini, ungulati e camelidi; i canidi successivamente si reinfestano cibandosi dei visceri degli erbivori, contenenti cisti fertili. L'uomo si comporta come un ospite intermedio accidentale, ingerendo le uova. La larva metacestode (esacanta) si libera nell'intestino, entra in circolo e, per via venosa portale o per via linfatica, raggiunge il fegato, dove viene trattenuta dal filtro epatico e sviluppa una cisti idatidea epatica, oppure salta il filtro epatico e raggiunge il circolo polmonare, localizzandosi al polmone, oppure ancora salta il filtro polmonare e raggiunge il circolo sistemico, potendosi stabilire in qualsiasi organo.

## Patogenesi
Dall'uovo di echinococco si libera l'oncosfera che si impianta nell'organo filtro (fegato, polmone o altri). Dopo 16 ore, l'oncosfera viene circondata da macrofagi e cellule mononucleate con la formazione di un nodulo infiammatorio. Dopo 2 settimane si è formata una vescicola di 70 µm di diametro, con uno strato germinativo di cellule nucleate, circondato da un sottile strato lamellare acellulare, contenente liquido limpido (liquido idatideo). Dopo 3 settimane, attorno alla vescicola del diametro di circa 250 micron che contiene la larva metacestode, si forma del tessuto fibroso costituito, per reazione dell'ospite, da cellule mononucleate, eosinofili, cellule giganti, cellule endoteliali e fibroblasti. A sviluppo completato si ha la cisti idatidea. In 6 mesi la cisti può raggiungere 1 cm di diametro e può crescere di 1 – 5 cm all'anno. La cisti idatidea può sopravvivere diversi anni e poi morire per degenerazione spontanea, eventualmente fino alla calcificazione della parete. Le membrane cominciano a scollarsi, il liquido si può riassorbire e la cisti si solidifica. La calcificazione della cisti è segno certo della sua morte. Se la cisti non muore, dopo un periodo di sofferenza, può riprendere vitalità e, al suo interno, possono formarsi le cosiddette "cisti figlie", cisti di vario numero, con struttura uguale alla cisti originaria. La storia naturale della cisti può essere interrotta o accelerata bruscamente da una complicanza traumatica (rottura, fistolizzazione) o infettiva (ascessualizzazione).
L'ingestione di liquido cistico da parte dell'uomo non causa la crescita delle tenie adulte poiché la specie umana non è l'ospite definitivo del parassita mentre lo sono i canidi, ma può provocare reazioni immunitarie molto gravi, fino allo shock anafilattico.

## Anatomia patologica
La cisti idatidea è formata da 
- un pericistio fibroso, formato da tessuto infiammatorio e da tessuti compressi che originano dall'ospite.
- una membrana esterna, cuticolare, polisaccaridica, detta membrana chitinosa.
- una membrana interna (proligera), sinciziale, vitale, che produce per gemmazione capsule proligere le quali contengono ciascuna una dozzina di protoscolici, che restano attaccati a tale membrana.

Cisti di elevate dimensioni possono originare dalla loro membrana proligera al loro interno cisti figlie con stratigrafia simile alla prima, queste a loro volta possono addirittura generare delle "cisti nipoti" 
Le cisti regredite per mancato compimento del ciclo del parassita tendono ad accumulare materiale calcifico e quindi stridono al taglio, possono ricordare i granulomi sclero-caseo-calcifici tipici della tubercolosi, si tenga conto però che in caso di tubercolosi tali lesioni sono riscontrabili anche nei linfonodi.
La cisti contiene liquido idatideo (acqua ed elettroliti, proteine), sterile dal punto di vista batteriologico, e la cosiddetta “sabbia idatidea”, costituita da protoscolici distaccati dalle vescicole proligere, da capsule proligere libere e da uncini distaccati da scolici morti.
Le cisti si localizzano nel fegato (50-80% dei casi), nel polmone (10-40%), nella milza (1-10%), nei muscoli (5%), nelle ossa (3%) (specialmente nelle epifisi delle ossa lunghe, nelle vertebre, nel bacino e nel cranio, vale a dire le ossa più vascolarizzate), nei reni (2%), nell'encefalo (1%) e nel cuore (<1%).

## Clinica
Le cisti idatidee sono nella maggior parte dei casi asintomatiche, di riscontro accidentale come nel caso di animali macellati.
Le cisti epatiche si possono manifestare con epatomegalia e senso di peso o dolore in ipocondrio destro. Le cisti idatidee epatiche possono complicarsi con sindromi ostruttive delle vie biliari con colestasi e ittero epatico e postepatico, ipertensione portale con conseguente possibile formazione di shunt porto-sistemici acquisiti, sindrome di Budd-Chiari, sovrinfezione batterica con suppurazione. Le cisti polmonari sono più sintomatiche e possono dare tosse, dispnea ed emottisi. La rottura della cisti nell'albero bronchiale è seguita dalla comparsa della tipica vomica. Nell'idatidosi splenica si osserva tensione dolorosa all'ipocondrio sinistro e splenomegalia. Le localizzazioni cerebrali, che si osservano generalmente in una fase molto avanzata della malattia, si manifestano con segni neurologici focali e con i sintomi dell'ipertensione endocranica
Le cisti ossee si possono complicare con fratture patologiche.
La rottura della cisti idatidea può causare reazioni di ipersensibilità per la liberazione nell'organismo degli antigeni dell'echinococco e del materiale proteico formante il liquido cistico, molto immunogeni: si possono avere eosinofilia, orticaria, prurito, dispnea, edema della glottide, crisi asmatiche, shock anafilattico. La rottura della cisti in cavità sierosa (peritoneale, pleurica) può dare disseminazione secondaria dei protoscolici, che, dove si localizzano, formano altre cisti idatidee; la rottura nelle vie biliari può dare colangite e ostruzione biliare; la rottura nelle vene sovraepatiche può dare localizzazione polmonare secondaria; la rottura nei bronchi può dare emottisi o una vera e propria vomica con emissione del contenuto della cisti all'esterno; la rottura delle cisti nel cuore destro possono dare embolia polmonare.

## Diagnosi

### Esami bioumorali
Gli esami bioumorali non sono particolarmente utili per la diagnosi. Nei pazienti con rottura di cisti nell'albero biliare si osserva l'elevazione degli indici di colestasi associata a iperamilasemia. Nei casi di rottura della cisti si può avere ipereosinofilia periferica di varia entità, a seconda dell'importanza dell'eventuale reazione allergica scatenata. Nella maggior parte dei casi l'ipereosinofilia è modesta o assente.

### Esami sierologici
La diagnosi di echinococcosi cistica è possibile solo con almeno 2 metodiche sierologiche positive. Si basano sulla ricerca di anticorpi contro antigeni larvali: gli Ag A e B sono lipoproteine e l'Ag 5 è composto di una lipoproteina e una glicoproteina.
L'intradermoreazione di Casoni ha ormai solo un valore storico. Sono disponibili, per la ricerca di anticorpi contro antigeni del parassita, il test di fissazione del complemento (CFT), il test di macroagglutinazione con lattice (LAT), di emoagglutinazione indiretta (IHA), di immunofluorescenza indiretta (IFAT). La sensibilità diagnostica delle sierologie variano tra 50-80%: si trovano reattività crociate con idatidosi alveolare e neurocisticercosi.
La ricerca di Ab antiAg 5 non è abbastanza specifica (spesso si hanno falsi positivi in corso di neoplasie o di cirrosi epatica) e spesso non è abbastanza sensibile (75%).
Combinando l'Ag 5 e l'Ag B in un monoclonal antibody-based competition ELISA si aumenta la sensibilità del test fino al 93%. L'immunoelettroforesi (IEP) dimostra la presenza di anticorpi anti-Ag 5 (fenomeno dell ”arco 5”, il più precoce marcatore dell'infezione).
Le frazioni antigeniche Em-1 e -2 sono specifiche di E.multilocularis. La distinzione tra echinococcosi cistica e alveolare è possibile usando l'Em-2 ELISA e l'IHA (specificità 89%).
In epidemiologia (screening di massa) la sierologia da sola è insufficiente per studiare l'echinococcosi cistica: l'ideale sarebbe combinarla con l'ecografia.

### Diagnostica per immagini

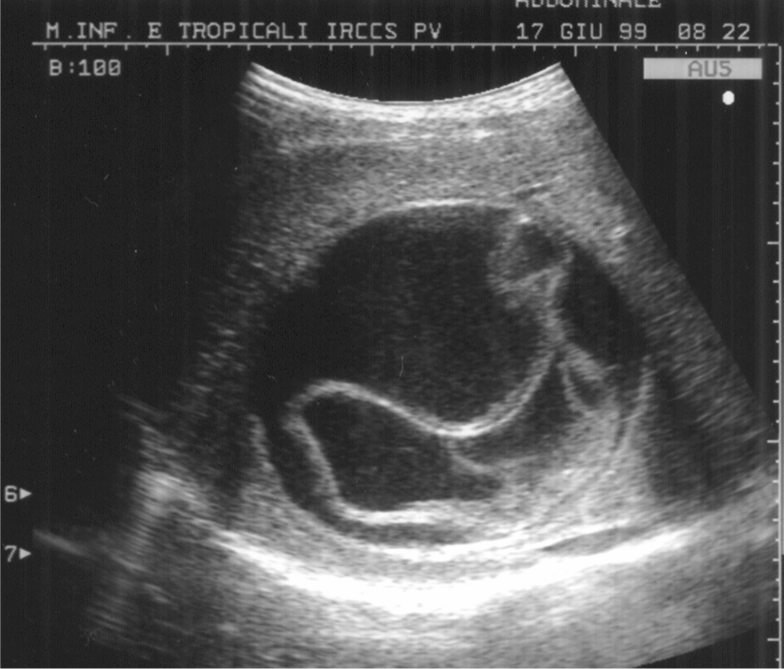
Ecografia epatica. Cisti idatidea sofferente con scollamento delle membrane.

- La radiologia tradizionale è utile per la diagnosi delle cisti polmonari, ossee o muscolari. La calcificazione delle cisti può già essere evidente.
- L'ecografia è la metodica di scelta per la diagnosi delle cisti addominali o muscolari, soprattutto per quelle asintomatiche e misconosciute, perché è una tecnica sicura, non invasiva e più economica e può essere impiegata in modo più estensivo (per esempio come screening di una popolazione endemica, con ecografo portatile). Permette la valutazione della crescita delle cisti e il monitoraggio della risposta al trattamento.

Sono state proposte diverse classificazioni ecografiche delle cisti idatidee: la più impiegata negli anni è stata quella di Gharbi. Nel 2003, il gruppo di lavoro informale dell'Organizzazione mondiale della sanità (OMS) sull'echinococcosi (World Health Organization Informal Working Group on Echinococcosis, WHO-IWGE) ha proposto una classificazione ecografica che facesse riferimento allo stadio di attività della cisti. 
Le cisti semplici, a margini netti, uniformemente anecogene, sono praticamente indistinguibili dalle cisti di qualsiasi altra natura. Quelle idatidee sono quasi certamente attive.
Le cisti con evidente scollamento delle membrane interne sono patognomoniche: sono cisti verosimilmente ancora attive ma sofferenti. 
Le cisti settate o con aspetto "ad alveare" o "a ruota di carro" sono probabilmente idatidee.
Le cisti solidificate sono difficilmente distinguibili da masse di altra natura (infiammatoria o neoplastica), benché la presenza di calcificazioni possa farne sospettare la natura parassitaria. Quelle idatidee sono cisti inattive.
L'ecocardiografia viene impiegata per lo studio delle cisti cardiache.
- La tomografia computerizzata (TC) ha il vantaggio di consentire lo studio di tutti gli organi (il polmone non può essere studiato con l'ecografia). Permette la precisa localizzazione delle cisti e può evidenziare le cisti extra-epatiche più piccole; tuttavia i costi dell'esame sono difficilmente sostenibili in gran parte dei Paesi endemici.
- La risonanza magnetica (RM) è migliore della TC per lo studio post-chirurgico delle lesioni residue, delle recidive.
- La colangio-pancreatografia retrograda endoscopica (ERCP) consente lo studio dell'albero biliare nelle forme complicate da colestasi ed è terapeutica nei casi di cisti comunicante con le vie biliari.

## Prognosi
In buona parte dei casi la vita della cisti idatidea decorre in modo asintomatico e si ha una guarigione spontanea. La cisti muore, collassa e può scomparire più o meno completamente o calcificarsi. Se la cisti si rompe in una cavità sierosa, può dare un'echinococcosi secondaria, con formazioni di numerose altre cisti figlie.
L'echinococcosi cistica è raramente mortale. Le morti sono dovute a shock anafilattico per rottura delle cisti o a tamponamento cardiaco nei casi di localizzazioni cardiache o pericardiche.

## Terapia

### Medica
Il mebendazolo e l'albendazolo (benzimidazolici) sono antiparassitari che vengono impiegati per il trattamento dell'echinococcosi cistica. Sono relativamente ben tollerati, ma vanno impiegati per lunghi periodi (almeno 3 mesi), con risultati non sempre prevedibili e differenze di risposta da individuo a individuo. L'albendazolo è più efficace del mebendazolo nel trattamento delle cisti epatiche.
L'albendazolo consente un'apparente guarigione nel 30% dei pazienti trattati, con un ulteriore 40-50% di pazienti che mostrano un miglioramento nel breve termine. Di solito si eseguono cicli di trattamento di 4 settimane, separati da intervalli di 1-2 settimane. La terapia con l'albendazolo prevederebbe 3 cicli di trattamento, alla dose di 400 mg per os x2/die, ai pasti. Negli individui di peso inferiore ai 60 kg la dose è di 15 mg/kg/die. 
L'albendazolo può dare tossicità epatica che si manifesta con aumento delle transaminasi sieriche e, più raramente, mielotossicità. In tali casi la terapia andrebbe sospesa. L'albendazolo può essere usato anche in profilassi prima del trattamento percutaneo o come premedicazione in quello chirurgico.
Recentemente è stato proposto, in associazione all'albendazolo, l'impiego del praziquantel alla dose di 40 mg/kg 1 volta/settimana, ma i risultati sono ancora in studio.

### Percutanea
La puntura percutanea ecoguidata (in alcuni casi TC-guidata) con aspirazione del contenuto della cisti, iniezione di sostanza scolicida e sua riaspirazione è un trattamento poco invasivo, introdotto negli anni 1980.
La puntura delle cisti idatidee era sempre stata proibita, per la paura di gravi reazioni anafilattiche o di disseminazione secondaria; tuttavia l'esperienza di molti autori in questi anni ha dimostrato l'efficacia e la relativa sicurezza del trattamento percutaneo delle cisti idatidee addominali.
- L'intervento prevede un trattamento profilattico con albendazolo e viene eseguito in presenza di uno specialista rianimatore, in prevenzione di una reazione anafilattica grave.
- La cisti viene punta sotto guida ecografica o TC, con ago sottile o con catetere, a seconda delle sue dimensioni.
- Viene prelevata una piccola quantità di fluido cistico, che viene esaminata al microscopio al fine di evidenziare la presenza di protoscolici vitali (diagnosi parassitologica diretta). Se ce ne sono, la cisti viene aspirata completamente.
- Per escludere possibili comunicazioni con le vie biliari, si esegue una cistografia con mezzo di contrasto.
- Se il mezzo di contrasto non raggiunge le vie biliari, viene introdotto nella cisti un agente scolicida (soluzione ipertonica di sodio cloruro o etanolo), che viene lasciato nella cisti per un periodo variabile (5-30 minuti).
- Viene aspirata una piccola quantità del liquido residuo della cisti per osservare l'avvenuta distruzione dei protoscolici.

La tecnica è conosciuta con l'acronimo PAIR (puntura, aspirazione, iniezione, riaspirazione). In casi selezionati è un'efficace alternativa alla sola terapia medica (nei casi di intolleranza farmacologica) e a quella chirurgica tradizionale, in termini di costi e di tempi di ricovero ospedaliero; tuttavia la tecnica deve essere riservata a operatori abili ed esperti.

### Chirurgica
La terapia chirurgica è stata per anni l'unico trattamento praticabile per l'idatidosi cistica ed è ancora considerato il trattamento di prima scelta, ma è associato a notevoli tassi di morbidità, di mortalità (fino al 2%) e di recidiva (dal 2 al 25%).
Per le cisti epatiche 
- Chirurgia radicale: cisto-pericistectomia o epatectomia parziale
- Chirurgia conservativa: endocistectomia aperta con o senza omentoplastica
- Chirurgia palliativa: drenaggio semplice di cisti infette o comunicanti

Più radicale è l'intervento, maggiori sono i rischi intra-operatori e minori le recidive.
Spesso l'uso pre- e post-operatorio del trattamento antiparassitario permette approcci meno aggressivi.
Il trattamento associato, preoperatorio, con benzimidazolici ammorbidisce la cisti e riduce la pressione intracistica. Ancora non sono state stabilite la durata ideale del trattamento e l'efficacia: di solito si impiega l'albendazolo da 4 giorni prima a un mese dopo.
Per le cisti polmonari 
- Chirurgia radicale: estrusione della cisti con tecnica di Barrett (endocistectomia senza aspirazione preliminare), pericistectomia e lobectomia.
- Chirurgia laparoscopica: può essere impiegata per cisti periferiche o unilobari; parziale cisto-pericistectomia con drenaggio.

Ha molti vantaggi: non si deve aprire la cisti e si evita la contaminazione intraaddominale dei detriti parassitari; minore dolore post-operatorio, scarso ileo paralitico, breve degenza ospedaliera.
La tecnica è complessa e necessita di un operatore molto abile.